# Алтайская овца
Алтайская овца — алтайская порода тонкорунных овец, порода шерстно-мясного направления.

## История
Выведена в 1930—1949 годах в племенных хозяйствах (на племзаводе «Овцевод» и в колхозе «Страна Советов») Алтайского края путём скрещивания местных сибирских мериносов с американскими рамбулье, а затем помесей первого поколения с баранами австралийского мериноса и кавказской тонкорунной породы. В дальнейшем порода использовалась при выведении северокавказского мериноса и овец забайкальской породы. 
В 1980е годы над улучшением породы работал Киргизский научно-исследовательский институт животноводства и ветеринарии.
Разводят породу в Сибири, Башкирии, Челябинской области, восточном и северном Казахстане.

## Характеристика породы
Овцы алтайской породы крупные, крепкой конституции, костяк хорошо развит. Туловище удлиненное, широкая холка, поясница и спина прямая, грудь широкая, глубокая. Имеют правильно поставленные крепкие конечности. Кожа имеет 1-2 складки на шее. Шерсть хорошо выраженная мериносовая, тонкая с мелкой правильной извитостью, с хорошей уравненностью волокон по длине и толщине в штапеле и по руну. Применяется для изготовление плательных тканей. Приплод у данной породы составляет 130—170 ягнят от 100 овцематок.
Для баранов данной породы характерны крупные рога, живой вес в 90-100 кг, длина шерсти 8-10 см, настриг которой составляет 12-18 кг.
Матки комолые, весом в 50-65 кг, длина шерсти 7-8 см, толщина преимущественно 64-го качества, настриг с баранов составляет 10-13 кг, маток — 5,5-6 кг.